# Francesc Valls
Francesc Valls, o Francisco Valls (Barcellona, 1665 – Barcellona, 3 febbraio 1747), è stato un compositore e teorico della musica spagnolo.
Iniziò a studiare musica nel 1688 presso la parrocchia di Mataró. Qualche anno più tardi diventò maestro de capilla (maestro di cappella) della cattedrale di Gerona e, successivamente, agli inizi del 1696 acquisì la medesima carica anche presso la chiesa di Santa Maria del Mar di Barcellona. Nel dicembre dello stesso anno fu nominato maestro de capilla provvisorio della cattedrale della città, succedendo a Joan Barter; per diventare maestro titolare dovette però attendere il 18 febbraio 1709, posizione che terrà sino al 1726. Egli fu probabilmente insegnante del compositore Domingo Miguel Bernabé Terradellas.
Valls fu un compositore prolifico e tutti i suoi lavori sopravvivono tutt'oggi in diversi archivi spagnoli. Tra i suoi scritti si ricorda in particolare il Mapa armónico, un trattato sulla teoria modale, sull'armonia, sul contrappunto, nonché sui vari stili nazionali: questo lavoro fu all'epoca oggetto di una certa diffusione in tutta la Spagna.